# 62ste Oscaruitreiking
De 62ste Oscaruitreiking, waarbij prijzen werden uitgereikt aan de beste prestaties in films uit 1989, vond plaats op 26 maart 1990 in het Dorothy Chandler Pavilion in Los Angeles. De ceremonie werd gepresenteerd door de Amerikaanse acteur Billy Crystal. De genomineerden werden op 14 februari bekendgemaakt door Karl Malden, voorzitter van de Academy, en actrice Geena Davis in het Samuel Goldwyn Theater te Beverly Hills.
De grote winnaar van de avond was Driving Miss Daisy, met in totaal negen nominaties en vier Oscars.

## Winnaars en genomineerden
De winnaars staan bovenaan in vet lettertype.

#### Beste film
- Driving Miss Daisy
  - Born on the Fourth of July
  - Dead Poets Society
  - Field of Dreams
  - My Left Foot

#### Beste regisseur
- Oliver Stone - Born on the Fourth of July
  - Woody Allen - Crimes and Misdemeanors
  - Kenneth Branagh - Henry V
  - Jim Sheridan - My Left Foot
  - Peter Weir - Dead Poets Society

#### Beste mannelijke hoofdrol
- Daniel Day-Lewis - My Left Foot
  - Kenneth Branagh - Henry V
  - Tom Cruise - Born on the Fourth of July
  - Morgan Freeman - Driving Miss Daisy
  - Robin Williams - Dead Poets Society

#### Beste vrouwelijke hoofdrol
- Jessica Tandy - Driving Miss Daisy
  - Isabelle Adjani - Camille Claudel
  - Pauline Collins - Shirley Valentine
  - Jessica Lange - Music Box
  - Michelle Pfeiffer - The Fabulous Baker Boys

#### Beste mannelijke bijrol
- Denzel Washington - Glory
  - Danny Aiello - Do the Right Thing
  - Dan Aykroyd - Driving Miss Daisy
  - Marlon Brando - A Dry White Season
  - Martin Landau - Crimes and Misdemeanors

#### Beste vrouwelijke bijrol
- Brenda Fricker - My Left Foot
  - Anjelica Huston - Enemies, A Love Story
  - Lena Olin - Enemies, A Love Story
  - Julia Roberts - Steel Magnolias
  - Dianne Wiest - Parenthood

#### Beste originele scenario
- Dead Poets Society - Tom Schulman
  - Crimes and Misdemeanors - Woody Allen
  - Do the Right Thing - Spike Lee
  - Sex, Lies, and Videotape - Steven Soderbergh
  - When Harry Met Sally... - Nora Ephron

#### Beste bewerkte scenario
- Driving Miss Daisy - Alfred Uhry
  - Born on the Fourth of July - Oliver Stone en Ron Kovic
  - Enemies, A Love Story - Roger L. Simon en Paul Mazursky
  - Field of Dreams - Phil Alden Robinson
  - My Left Foot - Jim Sheridan en Shane Connaughton

#### Beste niet-Engelstalige film
- Cinema Paradiso - Italië
  - Camille Claudel - Frankrijk
  - Jesus of Montreal - Canada
  - Waltzing Regitze - Denemarken
  - What Happened to Santiago - Puerto Rico

#### Beste documentaire
- Common Threads: Stories from the Quilt - Robert Epstein en Bill Couturié
  - Adam Clayton Powell - Richard Kilberg en Yvonne Smith
  - Crack USA: County Under Siege - Vince DiPersio en William Guttentag
  - For All Mankind - Al Reinert en Betsy Broyles Breier
  - Super Chief: The Life and Legacy of Earl Warren - Judith Leonard en Bill Jersey

#### Beste camerawerk
- Glory - Freddie Francis
  - The Abyss - Mikael Salomon
  - Blaze - Haskell Wexler
  - Born on the Fourth of July - Robert Richardson
  - The Fabulous Baker Boys - Michael Ballhaus

#### Beste montage
- Born on the Fourth of July - David Brenner en Joe Hutshing
  - The Bear - Noëlle Boisson
  - Driving Miss Daisy - Mark Warner
  - The Fabulous Baker Boys - William Steinkamp
  - Glory - Steven Rosenblum

#### Beste artdirection
- Batman - Anton Furst en Peter Young
  - The Abyss - Leslie Dilley en Anne Kuljian
  - The Adventures of Baron Munchausen - Dante Ferretti en Francesca Lo Schiavo
  - Driving Miss Daisy - Bruno Rubeo en Crispian Sallis
  - Glory - Norman Garwood en Garrett Lewis

#### Beste originele muziek
- The Little Mermaid - Alan Menken
  - Born on the Fourth of July - John Williams
  - The Fabulous Baker Boys - Dave Grusin
  - Field of Dreams - James Horner
  - Indiana Jones and the Last Crusade - John Williams

#### Beste originele nummer
- "Under the Sea" uit The Little Mermaid - Muziek: Alan Menken, tekst: Howard Ashman
  - "After All" uit Chances Are - Muziek: Tom Snow, tekst: Dean Pitchford
  - "The Girl Who Used to Be Me" uit Shirley Valentine - Muziek: Marvin Hamlisch, tekst: Alan Bergman en Marilyn Bergman
  - "I Love to See You Smile" uit Parenthood - Muziek en tekst: Randy Newman
  - "Kiss the Girl" uit The Little Mermaid - Muziek: Alan Menken, tekst: Howard Ashman

#### Beste geluid
- Glory - Donald O. Mitchell, Gregg C. Rudloff, Elliot Tyson en Russell Williams II
  - The Abyss - Don Bassman, Kevin F. Cleary, Richard Overton en Lee Orloff
  - Black Rain - Donald O. Mitchell, Kevin O'Connell, Greg P. Russell en Keith A. Wester
  - Born on the Fourth of July - Michael Minkler, Gregory H. Watkins, Wylie Stateman en Tod A. Maitland
  - Indiana Jones and the Last Crusade - Ben Burtt, Gary Summers, Shawn Murphy en Tony Dawe

#### Beste geluidseffectbewerking
- Indiana Jones and the Last Crusade - Ben Burtt en Richard Hymns
  - Black Rain - Milton C. Burrow en William L. Manger
  - Lethal Weapon 2 - Robert Henderson en Alan Robert Murray

#### Beste visuele effecten
- The Abyss - John Bruno, Dennis Muren, Hoyt Yeatman en Dennis Skotak
  - The Adventures of Baron Munchausen - Richard Conway en Kent Houston
  - Back to the Future Part II - Ken Ralston, Michael Lantieri, John Bell en Steve Gawley

#### Beste kostuumontwerp
- Henry V - Phyllis Dalton
  - The Adventures of Baron Munchausen - Gabriella Pescucci
  - Driving Miss Daisy - Elizabeth McBride
  - Harlem Nights - Joe I. Tompkins
  - Valmont - Theodor Pistek

#### Beste grime
- Driving Miss Daisy - Manlio Rocchetti, Lynn Barber en Kevin Haney
  - The Adventures of Baron Munchausen - Maggie Weston en Fabrizio Sforza
  - Dad - Dick Smith, Ken Diaz en Greg Nelson

#### Beste korte film
- Work Experience - James Hendrie
  - Amazon Diary - Robert Nixon
  - The Childeater - Jonathan Tammuz

#### Beste korte animatiefilm
- Balance - Christoph Lauenstein en Wolfgang Lauenstein
  - The Cow - Aleksandr Petrov
  - The Hill Farm - Mark Baker

#### Beste korte documentaire
- The Johnstown Flood - Charles Guggenheim
  - Fine Food, Fine Pastries, Open 6 to 9 - David Petersen
  - Yad Vashem: Preserving the Past to Ensure the Future - Ray Errol Fox

#### Jean Hersholt Humanitarian Award
- Howard W. Koch

#### Ere-award
- Akira Kurosawa, voor prestaties die het publiek hebben geïnspireerd, verrukt, verrijkt en vermaakt en filmmakers hebben beïnvloed.[2]

## Films met meerdere nominaties
De volgende films ontvingen meerdere nominaties:
| Nominaties | Film                               | Awards |
| ---------- | ---------------------------------- | ------ |
| 9          | Driving Miss Daisy                 | 4      |
| 8          | Born on the Fourth of July         | 2      |
| 5          | Glory                              | 3      |
| 5          | My Left Foot                       | 2      |
| 4          | The Abyss                          | 1      |
| 4          | The Adventures of Baron Munchausen |        |
| 4          | Dead Poets Society                 | 1      |
| 4          | The Fabulous Baker Boys            |        |
| 3          | Crimes and Misdemeanors            |        |
| 3          | Enemies, A Love Story              |        |
| 3          | Field of Dreams                    |        |
| 3          | Henry V                            | 1      |
| 3          | Indiana Jones and the Last Crusade | 1      |
| 3          | The Little Mermaid                 | 2      |
| 2          | Black Rain                         |        |
| 2          | Camille Claudel                    |        |
| 2          | Do the Right Thing                 |        |
| 2          | Parenthood                         |        |
| 2          | Shirley Valentine                  |        |